# Ipoides honiala
Ipoides honiala är en insektsart som beskrevs av George Willis Kirkaldy 1906. Ipoides honiala ingår i släktet Ipoides och familjen dvärgstritar. Inga underarter finns listade i Catalogue of Life.